# Portada/article maig 14

## Far West
El Far West (expressió anglesa, literalment l'«oest llunyà», tot i que en anglès aquesta és una denominació comuna per a la part més occidental de qualsevol lloc, i es prefereix anomenar-lo més concretament American Old West) és una regió d'Amèrica del Nord compresa entre el riu Mississipi i les muntanyes Rocoses, i més enllà, fins a l'oceà Pacífic. Anomenat també old west (el «vell oest») o wild west (l'«oest salvatge»), és la regió on es va produir el procés històric, esdevingut al llarg del segle xix, de l'expansió de la frontera dels Estats Units d'Amèrica cap a la costa de l'oceà Pacífic. Encara que la colonització del territori va començar en el segle XVI amb l'arribada dels europeus a la costa est, l'objectiu d'aconseguir la costa oest es va deure principalment a la iniciativa governamental del president Thomas Jefferson, després de la compra de la Louisiana a França el 1803. L'expansió de la frontera es considerava una recerca d'oportunitats i progrés.